# Fred Kammer
August Frederick Kammer Jr., detto Fred (Brooklyn, 3 giugno 1912 – Hobe Sound, 21 febbraio 1996), è stato un hockeista su ghiaccio statunitense.

## Palmarès

### Olimpiadi invernali
- Bronzo a Garmisch-Partenkirchen 1936 nell'hockey su ghiaccio.